# لوكاني
اللوكانيون أو الشعب اللوكاني (باللاتينية: Lucani) أحد الشعوب الإيطالقية التي سكنت منطقة لُكانية، في مايعرف الآن باسم جنوب إيطاليا، وقد تحدثوا اللغة الأوسكانية، إحدى اللغات الإيطالقية. اليوم، مستوطنون منطقة بزلكاتة لازالوا يعرفون باسم لوكانيون، كذلك لهجتهم.

## التاريخ

### اللغة والكتابة

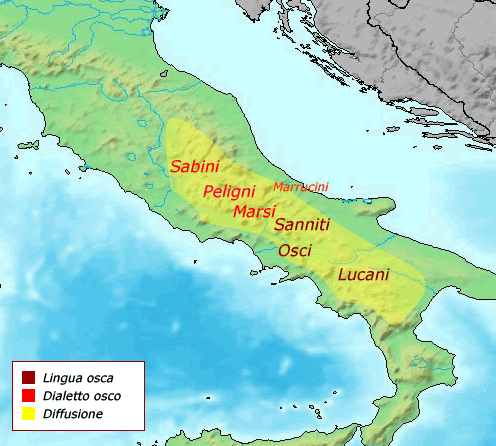
خارطة لانتشار اللغة الأوسكانية في القرن الخامس قبل الميلاد.

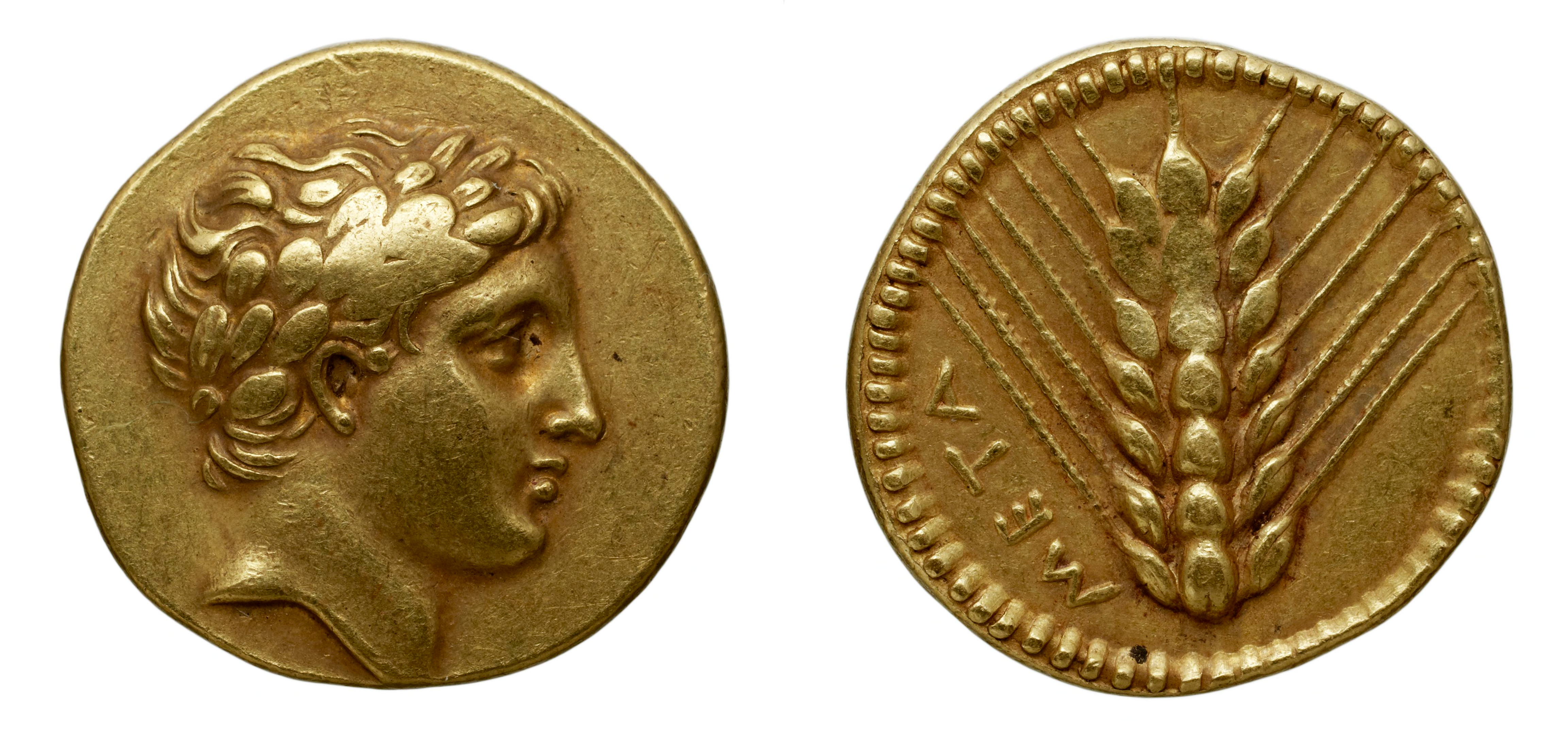
عملة ذهبية من لكانية تعود إلى الأعوام 620 و294 ق.م

تحدث اللوكانيون اللغة الأوسكانية. توجد عدة نقوش وعملات في المنطقة لازالت موجودة إلى يومنا منذ القرن الرابع والثالث قبل الميلاد؛ كانوا يستخدمون الأبجدية الإغريقية.

### هجرتهم

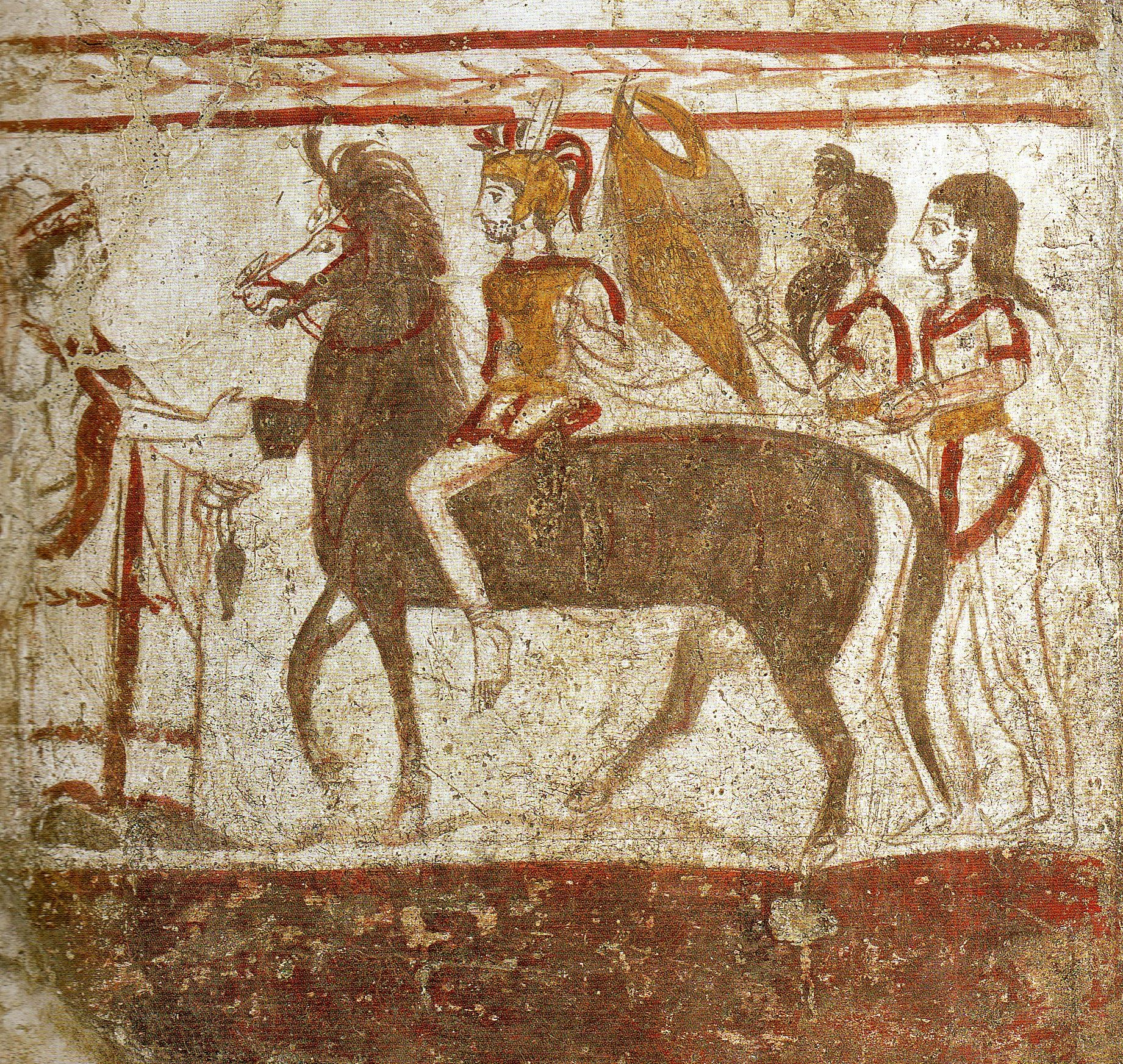
محارب لوكاني ممتطي حصانا، لوحة جدارية من قبر في بايستوم، إيطاليا، حوالي عام 360 ق.م

حوالي منتصف القرن الخامس قبل الميلاد، انتقل اللوكانيون إلى جنوب نحو إينوتريا، دافعين السكان الأصلين، المعروفين من قبل الإغريق باسم شعب إينتوريون وكونس ولاوترنوي للنزوح إلى الداخل الجبلي.
دخل اللوكانيون في صراع مع مستعمرة تاراس/تارنتوم الإغريقية والإسكندر ملك إبيروس، والذي تم استدعائه من قبل سكان تارنتوم لمساندتهم في عام 334 ق.م. في عام 331 ق.م، قام بعض المنفيون من اللوكانيون بالغدر بالإسكندر الإبيري وقتلوه.

### الاحتكاك بالرومان
امتد التأثير الروماني من قبل المستعمرات فينوسا (291 ق.م) وبايستوم (مستعمرة إغريقية سابقة باسم بوسيدونيا، أعيد إعمارها في عام 273 ق.م)، وأقواهم تارنتوم الرومانية (أعيد إعمارها في 272 ق.م). مع ذلك، تضرر اللوكانيون بسبب اختيارهم الجانب الخاسر من الحروب التي شارك فيها الرومان. أثناء الحروب السامنية كان اللوكانيون حلفاءا لروما ولكن في أغلب الأحيان كانوا في صراع معهم. قام اللوكانيون والبروتيون بحصار ثيراي في عام 282 ق.م، لكنهم هزموا من قبل جيشٍ روماني بقيادة غايوس فابريكوس لوسكينوس، والذي أُرسل لكي يفك الحصار.

## الفن
معظم التحف اللكانية بقيت على شكل أواني لكانية مطلية ورسومات القبور، والذي رسمت بتوجيه من قبل عليتهم بكميات كبيرة، مثل الإتروريون ولكن بشكل مختلف عن جيرانهم الرومان والإغريق. عرضت هذه التحف بشكل جيد في متحف بايستوم. احتوى عدد كبير منهم على رسومات للخيل، أغلبهم ظهروا على أنهم يتسابقون.

### قراءة معمقة
- Maiuro، Marco؛ Botsford Johnson، Jane، المحررون (2024). The Oxford handbook of pre-Roman Italy (1000-49 BCE). Oxford handbooks series. New York: Oxford University Press. ISBN:978-0-19-998789-4.
  - Gualtieri، Maurizio (22 فبراير 2024)، "The Lucani"، The Oxford Handbook of Pre-Roman Italy (1000--49 BCE)، Oxford University Press، ص. 330–341، DOI:10.1093/oxfordhb/9780199987894.013.22، ISBN:978-0-19-998789-4، اطلع عليه بتاريخ 2024-05-29
  - van Heems، Gilles (22 فبراير 2024)، "The Latinization of Pre-Roman Italy"، The Oxford Handbook of Pre-Roman Italy (1000--49 BCE)، Oxford University Press، ص. 622–636، DOI:10.1093/oxfordhb/9780199987894.013.37، ISBN:978-0-19-998789-4، اطلع عليه بتاريخ 2024-05-29
  - Miano، Daniele (22 فبراير 2024)، "Instability and Change, 474–270 BCE"، The Oxford Handbook of Pre-Roman Italy (1000--49 BCE)، Oxford University Press، ص. 485–506، DOI:10.1093/oxfordhb/9780199987894.013.8، ISBN:978-0-19-998789-4، اطلع عليه بتاريخ 2024-05-29